# Xylocopa celebensis
Xylocopa celebensis là một loài Hymenoptera trong họ Apidae. Loài này được Gribodo mô tả khoa học năm 1894.